# Хлестов, Олег Николаевич

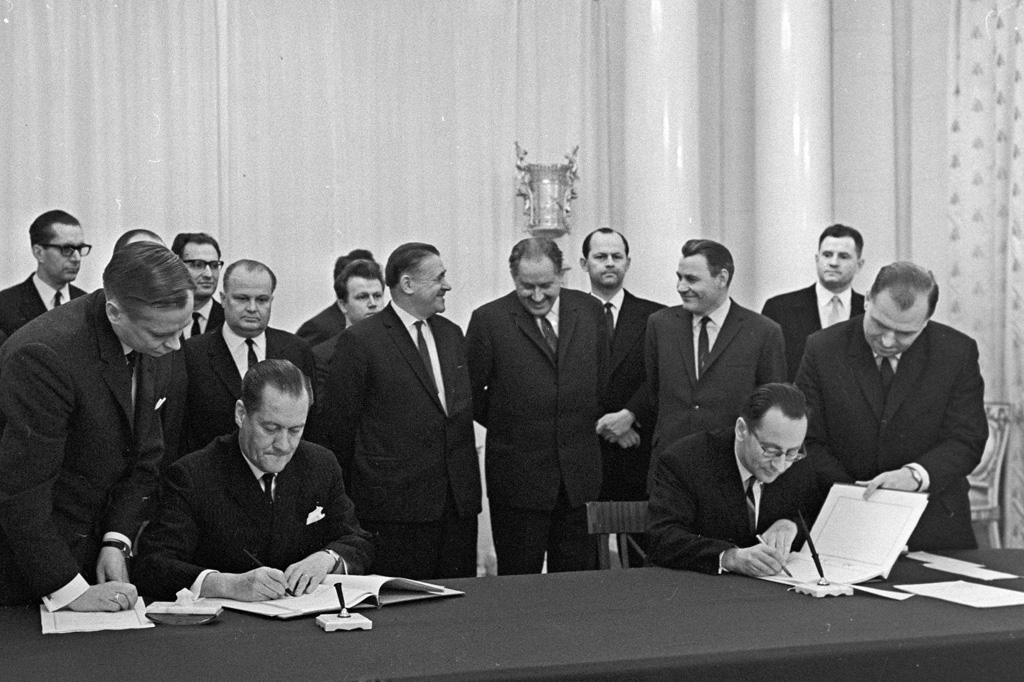
Олег Хлестов (сидящий справа) во время подписания советско-финской консульской конвенции. Москва, 1966 год

Оле́г Никола́евич Хлестов (6 июня 1923, Москва — 31 августа 2021, Москва) — советский дипломат. Чрезвычайный и полномочный посол. Заслуженный юрист Российской Федерации, кандидат юридических наук.

## Биография
Член ВКП(б). Окончил Московский юридический институт (1945) и Высшую дипломатическую школу (1947). Кандидат юридических наук, профессор Дипломатической академии МИД РФ.
- В 1945—1947 годах — сотрудник НКИД (с 1946 — МИД) РСФСР.
- В 1947—1949 годах — сотрудник центрального аппарата МИД СССР.
- В 1949—1950 годах — сотрудник консульства СССР в Бургасе (Болгария).
- В 1950—1951 годах — сотрудник посольства СССР в Болгарии.
- В 1951—1960 годах — сотрудник центрального аппарата МИД СССР.
- В 1960—1965 годах — заместитель заведующего Договорно-правовым отделом МИД СССР.
- В 1965—1979 годах — заведующий Договорно-правовым отделом МИД СССР.
- В 1973—1979 годах — член Коллегии МИД СССР.
- В 1979—1988 годах — постоянный представитель СССР при международных организациях в Вене.

Возглавлял делегации СССР на Венской конференции по кодификации права международных договоров (1968—1969) и Венских переговорах о взаимном сокращении вооружённых сил и вооружений в Центральной Европе (1973—1976).
После ухода с дипломатической службы занимался научной и преподавательской деятельностью. Он являлся Заслуженным юристом Российской Федерации, Почётным доктором Дипломатической академии МИД России.
Скончался 31 августа 2021 на 99 году жизни. Похоронен в Москве, на Троекуровском кладбище.